# Sarah Mullally

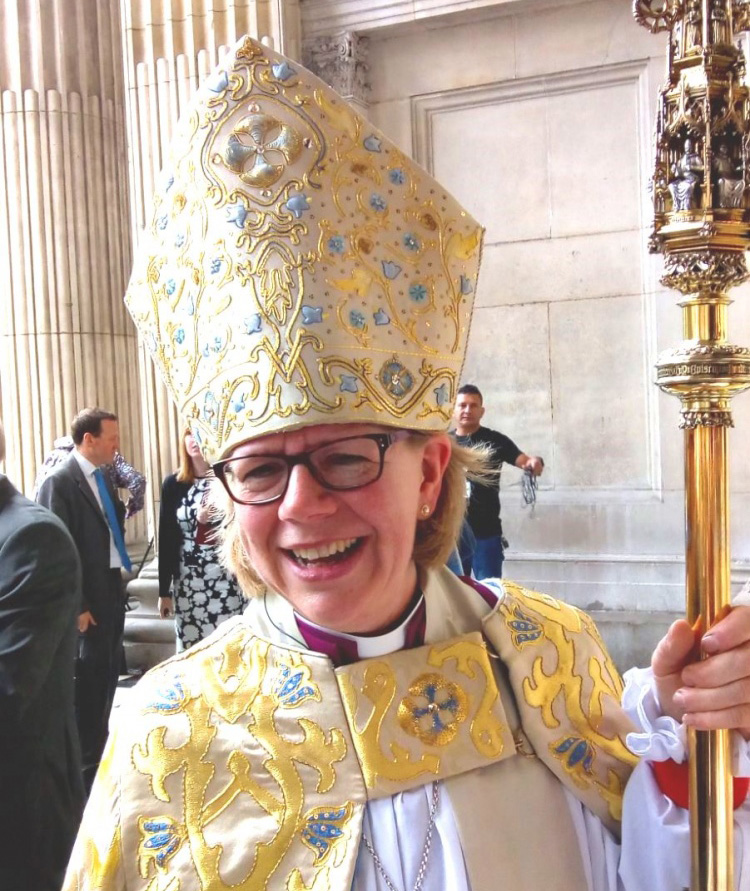
Mullally in pontificalia

Sarah Elisabeth Mullally (26 maart 1962) is de 133e bisschop van Londen. Zij werd in 2018 als bisschop geïnstalleerd en was daarmee de eerste vrouw in deze functie. Ze volgde Lord Richard Chartres op, die met emeritaat ging.
Mullally is gehuwd en heeft twee kinderen.